# 依敏峭腹蛛
依敏峭腹蛛（学名：Tmarus yiminhensis）为蟹蛛科峭腹蛛属的动物。在中国大陆，分布于内蒙古等地。该物种的模式产地在内蒙古。